# Парафраз Сима
Парафраз Сима — гностический апокриф, найденный в VII Кодексе Библиотеки Наг-Хаммади, обозначение Наг-хаммади VII.1 . Первый и самый большой текст данного кодекса. Предположительная дата создания 2-я половина II века н. э. Парафраз — «пересказ» — распространенное в греческой риторике школьное упражнение, аналогичное изложению.

## Рукопись
Парафраз является первым текстом VII кодекса Наг-Хаммади. Он занимает 49 станиц по 33 строчки каждая. Текст в хорошей сохранности, записан между 341 и 348 годом н. э.

## Язык
Написан на саидском диалекте коптского языка с небольшим влиянием субахмимского диалекта. По грамматическим конструкциям и многим словам, данным транслитерацией, можно заключить, что оригинальный текст был написан на греческом языке. Текст является компиляцией трёх коптских версий этого трактата, которые в свою очередь были переведены с греческого.

## Содержание
Переписчик текста собрал воедино три различных текста представляющих собой видение Сима. Переписчик стремился создать наиболее полную версию и совсем не заботился о согласованности отдельных частей, что делает Парафраз трудным для понимания. По жанровой характеристике может быть отнесён к Откровениям.
Повествование ведётся от лица Сима, который имеет ряд общих черт с ветхозаветным патриархом, сыном Ноя. В состоянии мистического транса Сим получает послание от сверхъестественного существа по имени «Дердекия» (ⲇⲉⲣⲇⲉⲕⲉⲁ), который объявляет себя «сыном беспредельного Света». Основная часть трактата представляет собой речь Дердекии перед Симом.
Дердекия повествует о начале и конце времён. В начале во вселенной существовали три раздельные «нерождённые» субстанции: Свет, Дух (Пневма), и Мрак — «ветер в чёрных водах». Мрак изначально обладает собственным «Умом». Мрак пребывал в самодовольстве, случайно он направляет Ум на Дух, но Дух убегает от него. Тогда обозлённый Мрак направляет свой Ум в область Духа. От смешения Ума и Духа родились адские всполохи — попытка Мрака подражать Свету. Желая Спасти Дух, и те части Ума, что уподобились Духу, Свет посылает, словно луч, своё порождение — Дердекию. Дердекия начинает спасать Дух и Ум от Мрака, что является началом истории мира. Дердекии предстоит создать из абсолютного хаоса некий порядок, чтобы затем постепенно отделять те части, которые он хочет спасти. Дердекия не борется с Мраком прямо, а, скорее, обманывает его. На первом этапе из вод Мрака и адских всполохов хаотического Ума формируется «Чрево» — прообраз пространства и материального мира. Далее из смешения Ума и Духа появляются четыре облака с разными свойствами. Далее Ум от силы Изумления падает в огненное облако, захватывая с собой части Духа. Теперь Дердекия последовательно проходит четыре облака, приобретая там «одежды» из прообразов материальных элементов, всего 7 одеяний. Поскольку теперь вместо хаоса возникло некое пространство, Дердекия превращается в «Зверя» и, называясь посланцем мрака, обманывает «Чрево», которое последовательно порождает Небо и Землю, прообразы животных и растений, демонов и «ветры» (жизненные силы). Люди происходят от демонов.
Понимая обман, Чрево и Мрак устраивают Потоп, поднимая в Чрево, где находится мир, воды Мрака. Дердекия убеждает демонов построить Башню, благодаря чему предки Сима выживают. Таким образом два библейских сюжета оказываются объединены: Потоп и Столпотворение, а также переиначены. Дердекия возвещает, что через род Сима он произведёт отделение частиц Света от Мрака. К числу потомков Сима причисляются жители Содома, которые были истреблены Мраком, но на самом деле очистились, пройдя огонь, и спаслись. Далее Дердекия повествует о трёх демонах: один будет связывать души праведников водой, которые есть воды Мрака, второй по имени Солдас будет распят, и Мрак будет думать, что победил Дердекию, а третий возвестит на земле Веру и будет крестить Духом. Здесь аллюзия на Иоанна Крестителя и водное крещение, которое для создателей текста было злом, исторического Иисуса, казнь которого считалась гностиками иллюзией, и гностического «Христа», который и был настоящим спасителем, сокрытым от масс христиан.
Дердекия передаёт Симу заклинание (зашифрованные имена), которое его последователи должны произносить на пороге смерти. Если его произнести правильно, душа поднимается через созвездие Плеяды и покидает мир. Там находятся облака, где душа блаженствует. Предполагается блаженство в Духе рода Сима — пневматиков, покой в облаке Гимен для имеющих частицы духа — психики, остальные люди и демоны — соматики канут во Мрак. Когда чистые будут отделены от мира, начнётся светопреставление. Появится огненный демон и разорвёт небо. Потом явится с востока демон, выйдет «из дракона», из его рта выйдет ветер в обличье женщины. Этот демон будет царствовать на всей Земле, хотя на юге будет ученье Света (возможно гностики Египта подразумевали себя). Далее звёзды упадут с неба. Формы демонов и ветров будут уничтожены. То, что останется от мира, будет поглощено водами Мрака. Блаженные пребудут в Духе и на облаках.